# Cry Holy
Cry Holy je čtvrté album křesťanské rockové skupiny Sonicflood. Bylo vydáno v roce 2003.

## Skladby
1. "Cry Holy"
2. "(You Are My Refuge) Shelter"
3. "Everyday"
4. "Here I Am to Worship"
5. "Unconditional"
6. "Famous One"
7. "Rushing In"
8. "God Is Great"
9. "I Will Exalt the One"
10. "Satisfied"
11. "Love of My Life"
12. "Everything to Me"
13. "I Will"